# Club Voleibol Vall d'Hebron
El Club Voleibol Vall d'Hebron és un club de voleibol del barri de la Vall d’Hebron de Barcelona, fundat el 1999.
L'origen de l'entitat fou l'equip de voleibol de l'Institut de Batxillerat Narcís Monturiol, creat el 1986 per Hèctor López Tapia i Jordi López Carrera. L'equip competí al Consell Escolar de Barcelona i arribà en diverses ocasions a la fase final al Campionat Escolar de Catalunya. Posteriorment, coincidint amb la popularitat de l'esport durant la celebració dels Jocs Olímpics de Barcelona 1992, s'adherí com a secció de voleibol de la Unió Esportiva Parc Vall Hebron. Tanmateix, el 1999, sota l'impuls de David López Tapia i Ana Muñoz Carrasco, adoptà el seu nom actual i es convertí en club independent. Disposa d'equip sènior masculi i femení, així com de diversos equips de formació i també fa promoció de l'esport en l'àmbit escolar. Entre d'altres èxits, l'equip femení ha guanyat dues Lligues catalanes (2011, 2013) i la temporada 2012-13 es proclamà campió de la Superlliga femenina 2 i de la Copa de la Princesa. La temporada següent debutà la Superlliga femenina estatal. Entre d'altres jugadores destaquen, Mar Arranz i Mabel Caro, internacionals amb la selecció espanyola. Disputa els seus partis al Pavelló de la Vall d'Hebron.